# لوحة حقل القمح تحت السحب الرعدية

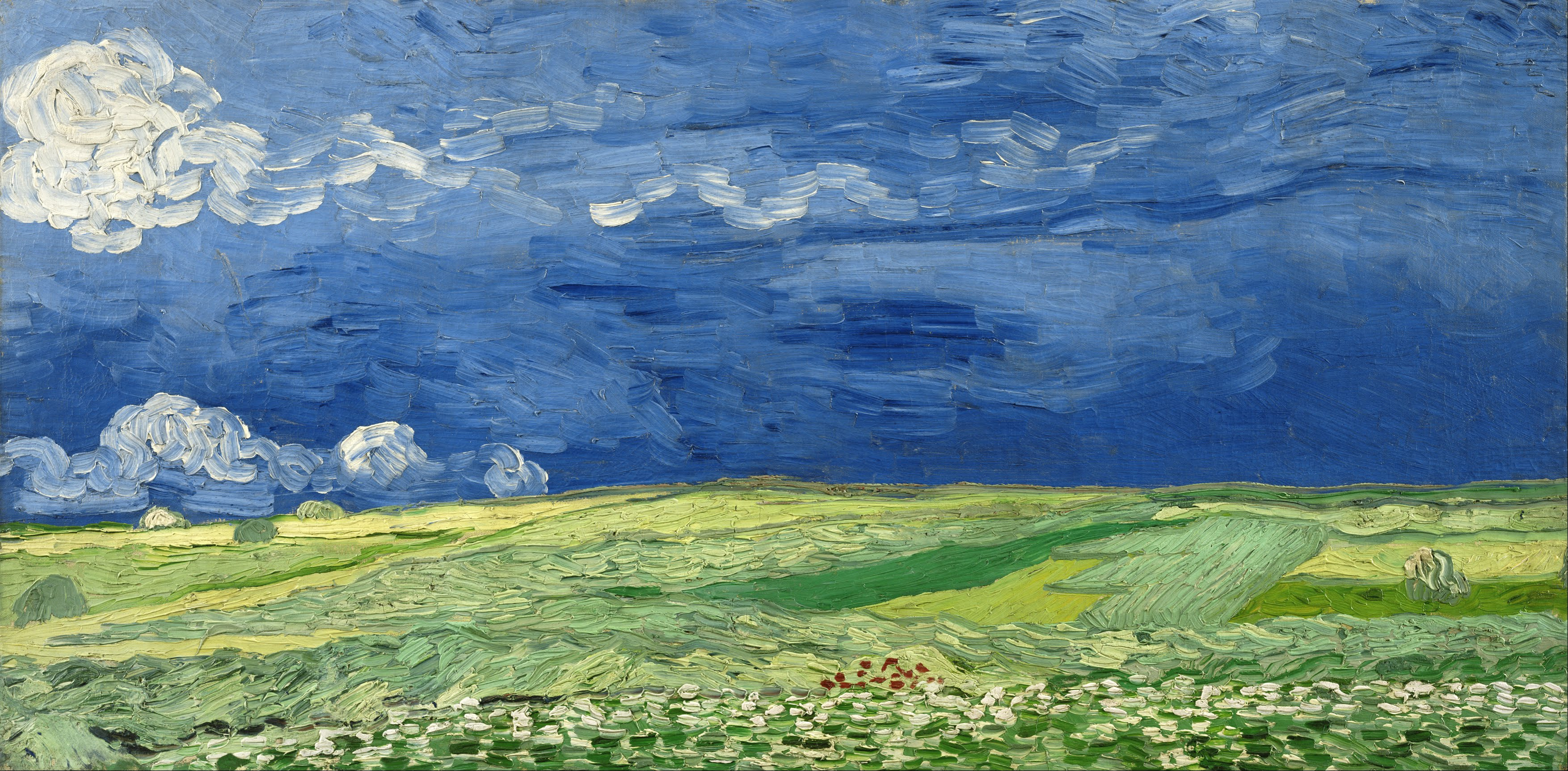
ويتفيلد تحت السحب الرعدية ، 1890، متحف فان جوخ ، أمستردام.

حقل القمح تحت السحب الرعدية (بالهولندية: Korenveld onder onweerslucht)‏ هي لوحة زيتية رسمها فنسنت فان جوخ عام 1890. تبلغ أبعاد اللوحة 50.4 سم × 101.3 سم (19.8 بوصة × 39.9 بوصة). وهي تصور منظرًا طبيعيًا مسطحًا مع حقول القمح الأخضر، تحت سماء زرقاء داكنة تنذر بالخطر مع القليل من السحب البيضاء الثقيلة. يقسم الأفق اللوحة إلى قسمين تقريبًا، مع ظلال من اللون الأخضر والأصفر في الأسفل وظلال من اللونين الأزرق والأبيض في الأعلى. منذ عام 1973، تم إعارة اللوحة بشكل دائم إلى متحف فان جوخ في أمستردام.
رُسم هذا العمل المتأخر جدًا في أوائل تموز 1890، قبل أسابيع قليلة من وفاة فان جوخ. كانت واحدة من عدة لوحات لحقول القمح التي رسمها في أوفير سور واز، على شكل مربع مزدوج ممدود بشكل غير عادي: تشمل الأعمال الأخرى حقل القمح مع الغربان والمناظر الطبيعية في أوفير تحت المطر.
في رسالة بتاريخ 10 تموز 1890 تقريبًا، كتب فان جوخ إلى شقيقه ثيو وزوجة أخته جو أنه قد رسم بالفعل ثلاث لوحات قماشية كبيرة في أوفرز منذ زيارتهم لهما في باريس في 6 تموز. إحدى اللوحات الثلاث كانت حديقة دوبيني. ووصف اللوحتين الأخريين بأنهما "مساحات شاسعة من حقول القمح تحت سماء مضطربة" - ربما هذه اللوحة وحقل القمح مع الغربان - حيث كان "يحاول التعبير عن الحن والوحدة الشديدة" قائلاً: (مساحات شاسعة من القمح تحت سماء مضطربة... تسعى للتعبير عن الحزن، الوحدة الشديدة). (آمل أن أحضرها إليكم في باريس في أقرب وقت ممكن... ستخبركم هذه اللوحات بما لا أستطيع قوله بالكلمات، وما أراه صحيًا ومقويًا في الريف).

أطلق فان جوخ النار على نفسه في 27 تموز وتوفي في أوفير في 29 تموز 1890، وفي ذلك الوقت كانت اللوحات الثلاث موجودة بالفعل لدى ثيو فان جوخ في باريس. عند وفاة ثيو في كانون الثاني 1891، ورثتهم أرملته جوانا فان جوخ-بونجر. قامت بإعارة اللوحة إلى متحف ريجكس في أمستردام من عام 1917 إلى عام 1919. وبعد وفاتها في عام 1925، ورثها ابن ثيو وجو، فنسنت ويليم فان جوخ. تم نقلها إلى مؤسسة فنسنت فان جوخ في عام 1962، وعرضت في متحف ستيديليك حتى عام 1973، ثم الإعارة الدائمة لمتحف فان جوخ في أمستردام المعروف باسم متحف ريجكس فينسنت فان جوخ حتى عام 1994.

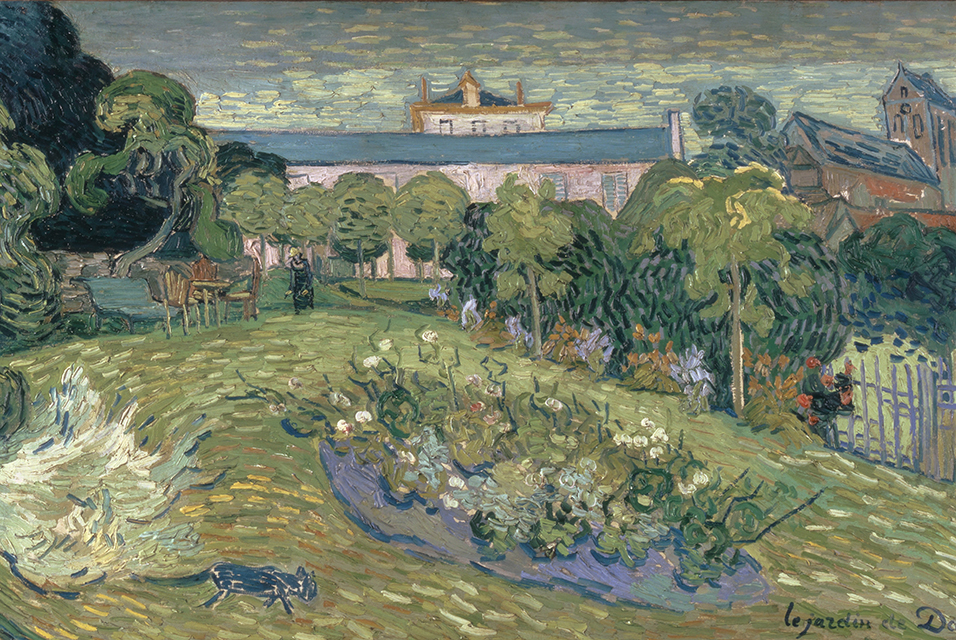
حديقة دوبيني، متحف بازل للفنون
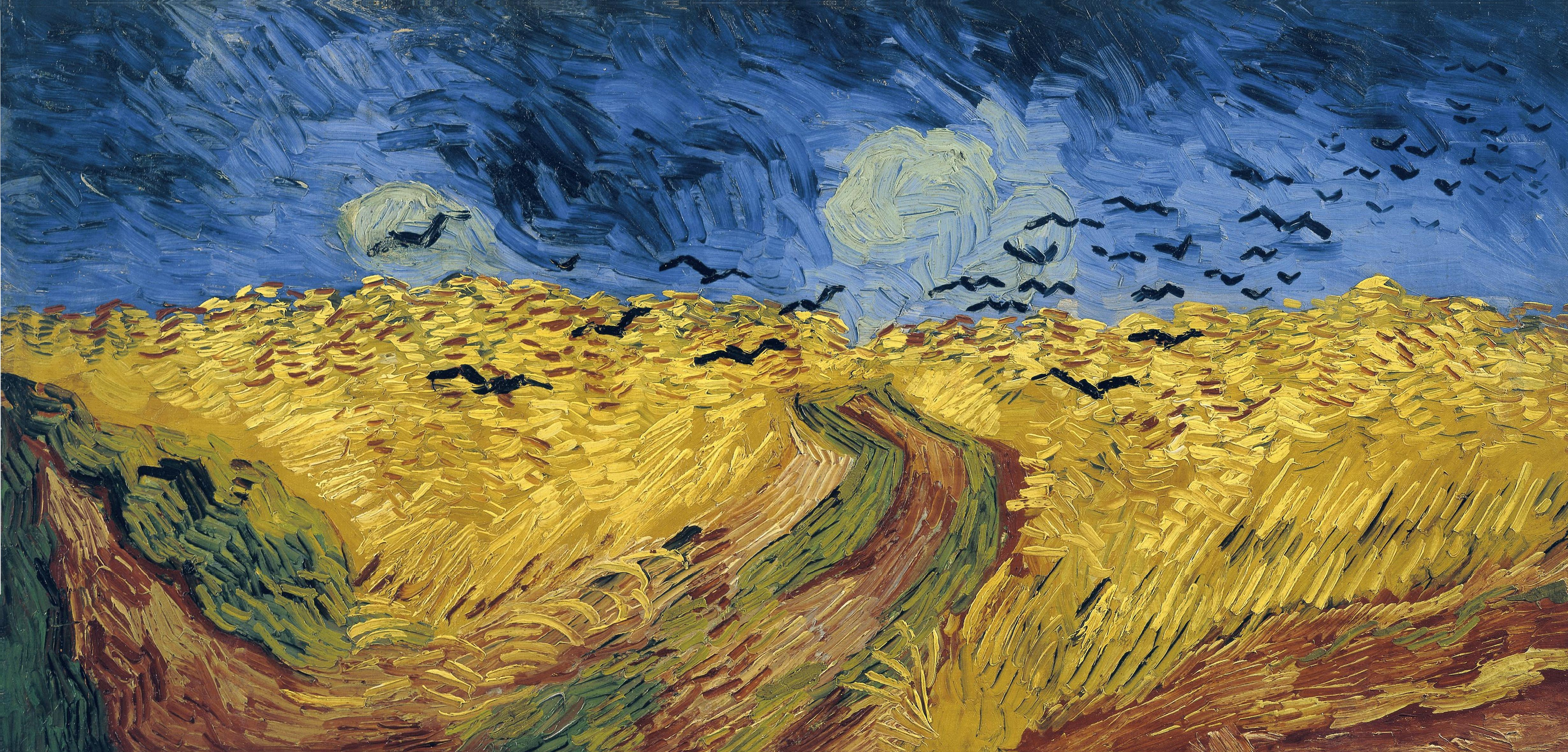
حقل القمح مع الغربان، متحف فان جوخ، أمستردام.
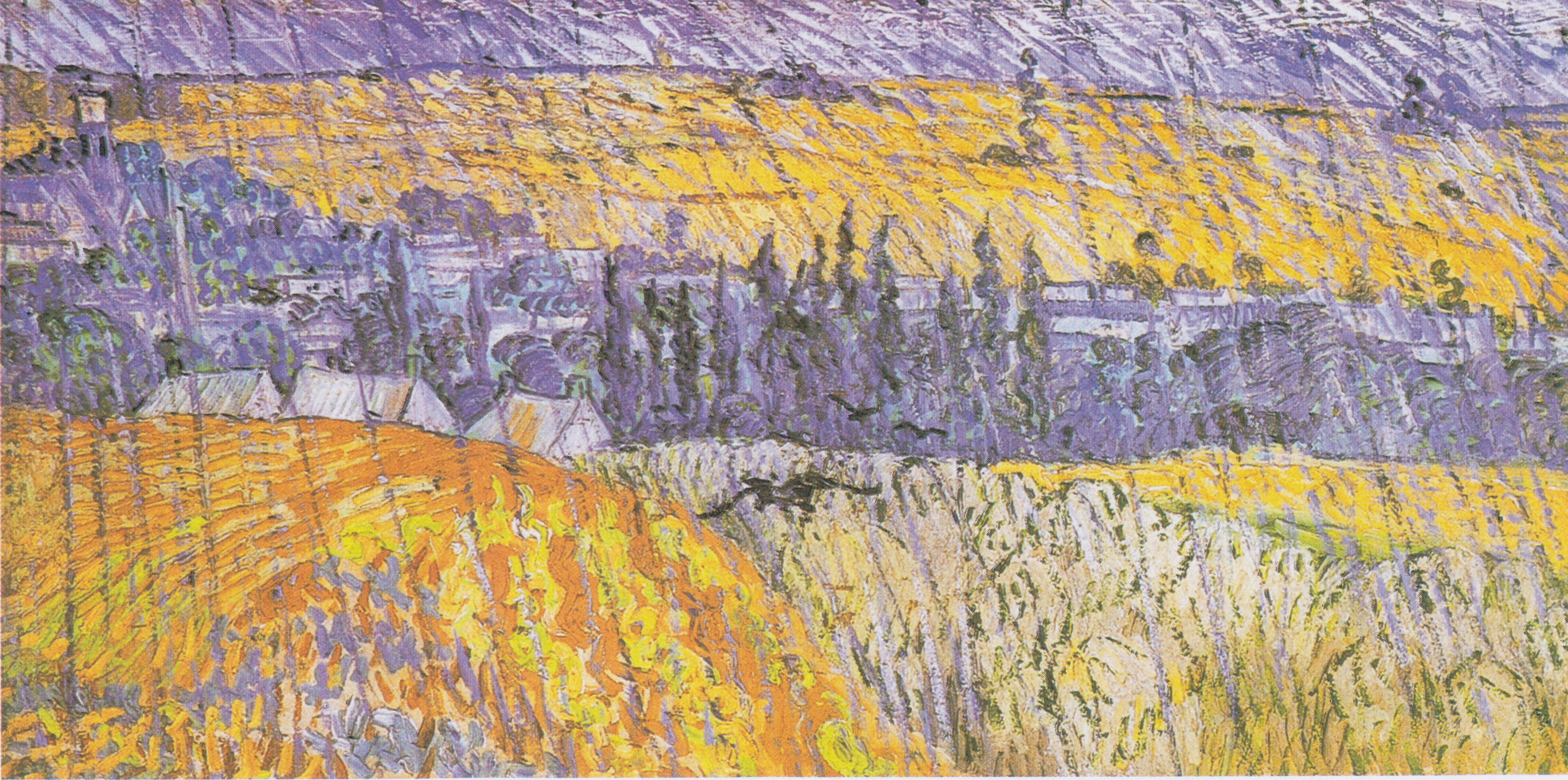
منظر طبيعي في أوفرز تحت المطر، المتحف الوطني للفنون، كارديف، ويلز.